# Gemeinde Kieferstädtel
Die Gemeinde Kieferstädtel (polnisch Gmina Sośnicowice) ist eine Stadt- und Landgemeinde (gmina miejsko-wiejska) in Polen im Powiat Gliwicki (Landkreis Gleiwitz). Sie gehört zur Woiwodschaft Schlesien im historischen Oberschlesien. Der Gemeindesitz ist Kieferstädtel.

## Geografie

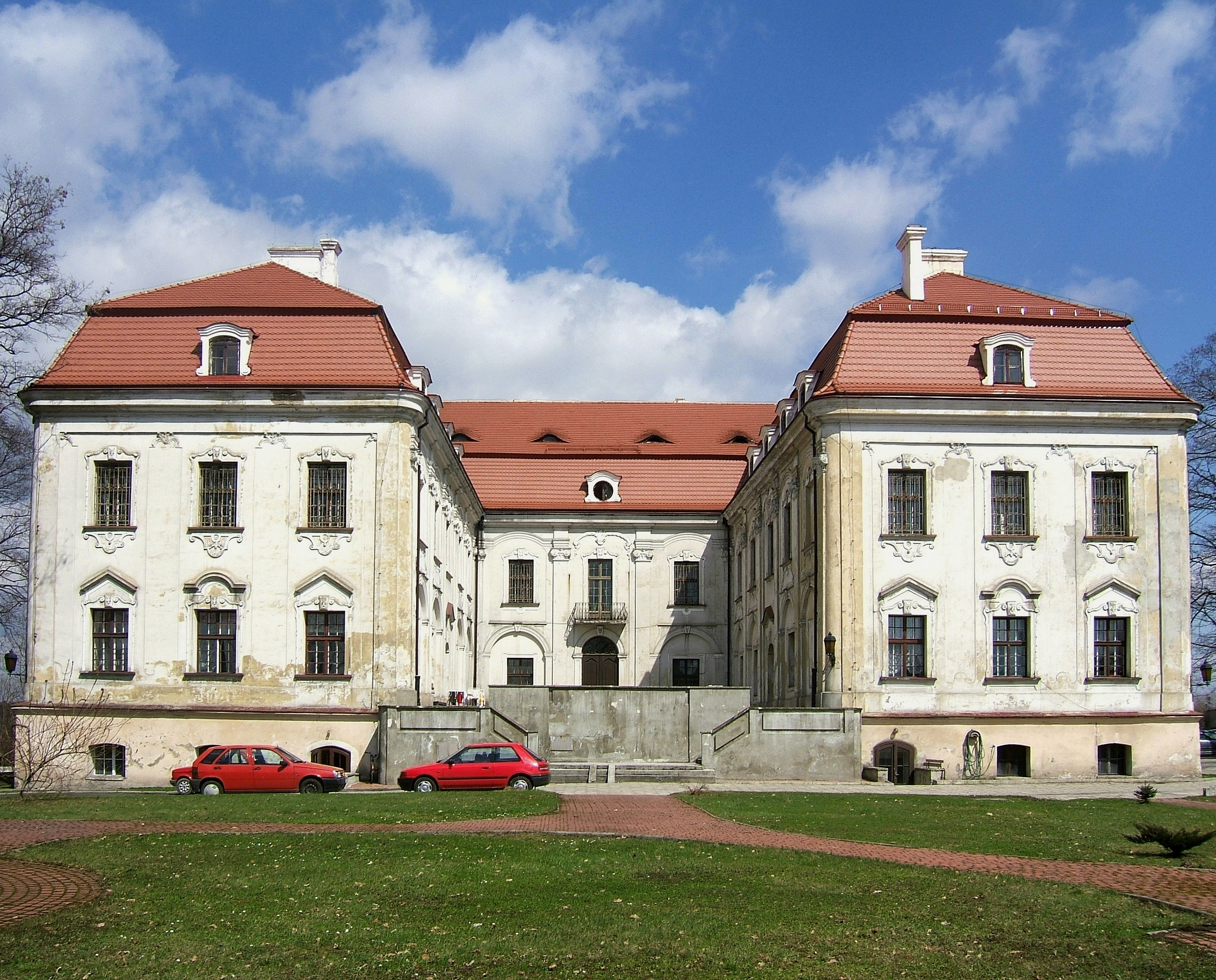
Schloss Kieferstädtel

### Lage
Die Gemeinde liegt im mittleren Oberschlesien im Südwesten des Powiat Gliwicki und grenzt an die Stadtgemeinde Gleiwitz und die Gemeinden Pilchowice (Pilchowitz), Rudziniec (Rudzinitz) und Kuźnia Raciborska (Ratiborhammer) in der Woiwodschaft Schlesien sowie die zweisprachige Gemeinde Birawa / Bierawa in der Woiwodschaft Opole.

### Gemeindefläche
Die Gemeinde Kieferstädtel hat eine Fläche von 116,24 km², davon sind 35 % Flächen für die Landwirtschaft und 59 % Waldflächen. Sie nimmt insgesamt 17,52 % der Fläche des Landkreises ein.

### Natur
Im Nordosten der Gemeinde liegt an der Grenze zu Gliwice das Naturschutzgebiet „Las Dąbrowa“. Der Süden der Gemeinde gehrt zum Landschaftspark „Rud Wielkie“. Außerdem liegen mit einer Rotbuche und einer Gruppe von drei Stieleichen gibt es zwei Naturdenkmäler.

## Ortschaften
Die Stadt- und Landgemeinde Kieferstädtel besteht insgesamt aus neun Ortsteilen.
Städte:
- Kieferstädtel / Sośnicowice (Gemeindesitz)

Orte mit Schulzenamt:
- Althammer / Trachy
- Barglówka, deutsch: Barglowka, 1936–1945 Bergwalde
- Lona-Lany / Łany Wielkie
- Koslow / Kozłów
- Rachowitz / Rachowice
- Schierakowitz / Sierakowice
- Smolnitz / Smolnica
- Tworóg Mały, deutsch: Quarghammer

## Politik

Flagge der Gemeinde Kieferstädtel

### Bürgermeister
An der Spitze der Verwaltung steht der Bürgermeister. Bis 2018 war dies Marcin Stronczek. Die turnusmäßige Wahl im April 2024 brachte folgendes Ergebnis:
- Bernard Wilczek (Wahlkomitee „Gemeinsam für die Gemeinde Sośnicowice“) 56,0 % der Stimmen
- Józef Kruczek (Wahlkomitee Józef Kruczek) 44,0 % der Stimmen

Damit wurde Bernard Wilczek bereits im ersten Wahlgang zum neuen Bürgermeister gewählt.
Die turnusmäßige Wahl im Oktober 2018 brachte folgendes Ergebnis:
- Leszek Kołodziej (Wahlkomitee „Vereinigung der Einwohner des Landkreises Gliwice“) 76,3 % der Stimmen
- Ewa Waliczek (Wahlkomitee „Ewa Waliczek – Sośnicowice unser Zuhause“) 23,7 % der Stimmen

Damit wurde Leszek Kołodziej bereits im ersten Wahlgang zum neuen Bürgermeister gewählt.

### Stadtrat
Der Stadtrat von Kieferstädtel besteht aus 15 Mitgliedern, die in Einzelwahlkreisen gewählt werden. Die Wahl 2024 führte zu folgendem Ergebnis:
- Wahlkomitee „Gemeinsam für die Gemeinde Sośnicowice“ 51,6 % der Stimmen, 8 Sitze
- Wahlkomitee Józef Kruczek 42,3 % der Stimmen, 5 Sitze
- Wahlkomitee „Gemeinsam – Wir können mehr tun“ 6,1 % der Stimmen, 2 Sitze

Die Wahl 2018 führte zu folgendem Ergebnis:
- Wahlkomitee „Vereinigung der Einwohner des Landkreises Gliwice“ 73,0 % der Stimmen, 14 Sitze
- Wahlkomitee „Ewa Waliczek – Sośnicowice unser Zuhause“ 27,0 %, 1 Sitz

### Zweisprachige Ortsnamen

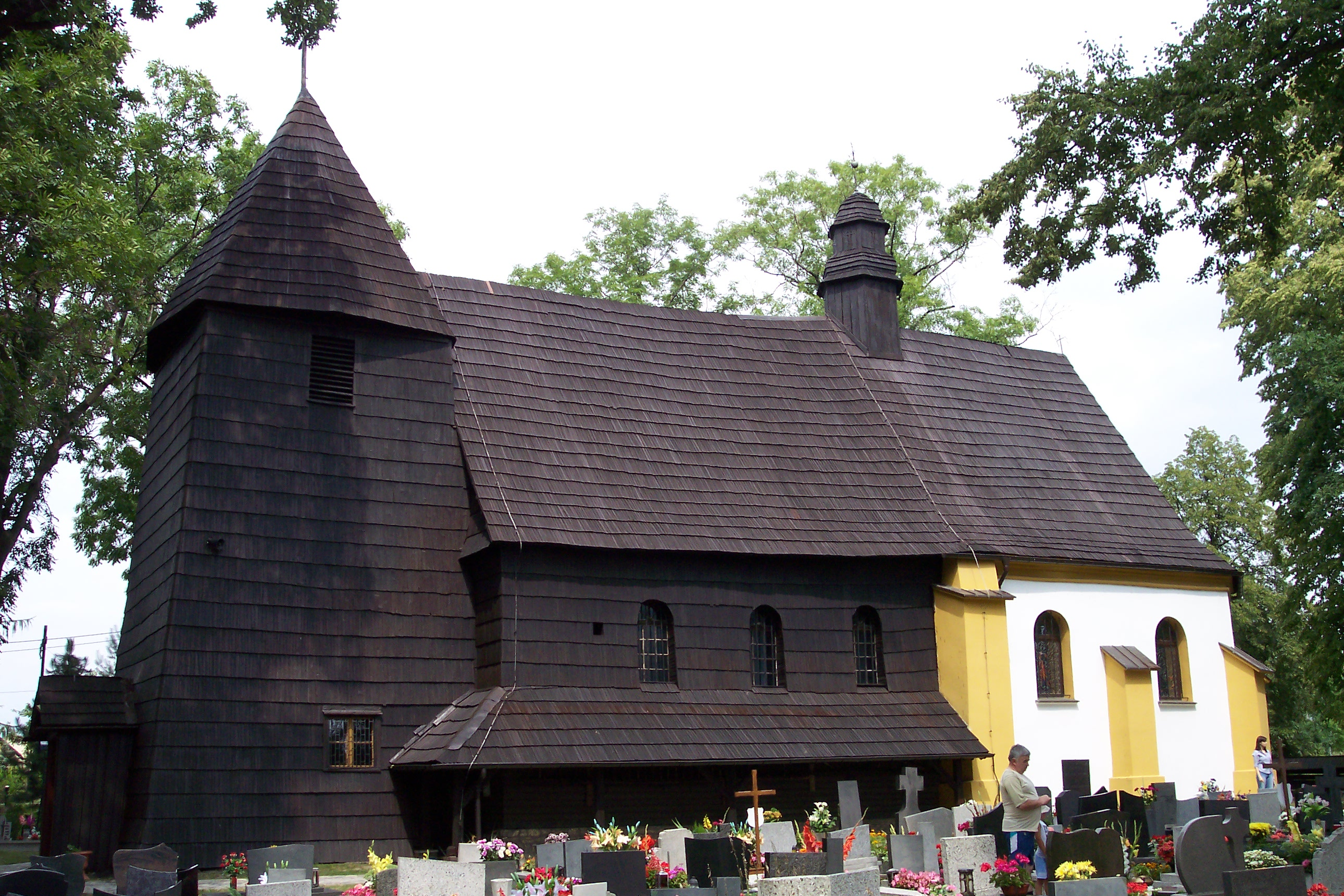
Schrotholzkirche in Rachowitz

Nachdem das Minderheitenschutzgesetz 2005 in Kraft getreten ist, führte die Gemeinde Sośnicowice schon früh Ortsbefragungen durch. Dabei sprachen sich sieben von neun Orte für die zusätzliche Einführung von deutschen Ortsnamen aus. Danach zögerte man zuerst für einige Jahre weitere Schritte einzuleiten, am 25. Februar 2013 schickte man schließlich die Anträge an das zuständige Ministerium für Administration und Digitalisierung. Am 10. Oktober 2013 wurden in der Gemeinde zusätzlich amtliche deutsche Ortsnamen für sechs der neun Ortsteile eingeführt, denen im Oktober 2014 Lona-Lany als siebter Ort folgte.
Am 11. Dezember 2013 wurden in diesen Ortsteilen zweisprachige Ortsschilder aufgestellt. Kieferstädtel ist somit die dritte Gemeinde der Woiwodschaft Schlesien, in der zweisprachige Ortschilder anzutreffen sind. Nach Rudnik ist sie nun die zweite Gemeinde mit deutschsprachigen Ortsschildern, in der weniger als 20 Prozent der Einwohner Deutsche sind.

### Nationalitäten
Die Bevölkerung von Kieferstädtel nach Nationalitäten laut der letzten polnischen Volkszählung 2002.
| Nationalitäten in Kieferstädtel |        |         |
| Nationalität                    | Anzahl | Anteil  |
| Polnisch                        | 5752   | 70,11 % |
| Deutsch                         | 844    | 10,29 % |
| Schlesisch                      | 709    | 8,64 %  |
| Sonstige                        | 5      | 0,06 %  |
| keine Angabe                    | 894    | 10,90 % |

## Bildung
Die Gemeinde Kieferstädtel verfügt über vier Grundschulen und ein Gymnasium.

## Tourismus
Durch die Gemeinde Kieferstädtel führen drei ausgeschilderte Wanderwege: Der „Pfad der schlesischen Aufständischen“ (blaue Schilder, von Bytom über Sankt Annaberg nach Gliwice), der „Rundpfad um Gliwice“ (gelbe Schilder, von Rudy über Gliwice zurück nach Rudy) und der „Sośnicowicer Pfad“ (schwarze Schilder, der durch verschiedene Ortsteile der Gemeinde nach Rzeczyce führt).